# Seehausen (Landkreis Börde)
Seehausen is een plaats en voormalige gemeente in de Duitse deelstaat Saksen-Anhalt, gelegen in de Landkreis Börde. De plaats telt 1.892 inwoners.